# Marc Randolph
Marc Bernays Randolph (n. 29 aprilie 1958, Chappaqua⁠(d), New Castle⁠(d), New York, SUA) este un antreprenor, consilier si avocat american. El este cofondator și primul director general al Netflix.